# تونیخرف
تونیخَرف دهی در شهرک دهات رامیت در ناحیهٔ وحدت تاجیکستان است. ۴۵ کیلومتر از تونیخرف تا مرکز شهرک فاصله است. جمعیت روستا ۱۷۴ نفر است. (۲۰۱۷)